# Delaware
Delaware (pronunție, ˈdɛ.ləˌwɛɹ) este un stat al Statelor Unite ale Americii situat în zona acestora cunoscută ca en  Mid-Atlantic sau, după alte surse, în ... nordul sudului acestora (vezi, en  Southern United States).  Sub numele de Delaware Colony, statul Delaware de azi a fost unul din cele 13 state originare, foste colonii ale Angliei (respectiv Marii Britanii din 1707).  Este, de asemenea, cunoscut sub diminutivul de "First State" (Primul sau Întâiul Stat) întrucât reprezentanții acestuia au fost primii care au ratificat Constituția Statelor Unite la 7 decembrie 1787. 
Numele statului Delaware provine de la numele golfului Delaware Bay, respectiv a râului omonim, Delaware River, care au fost numite după baronul englez Thomas West, baron De La Warr (1577 - 1618), unul din exploratorii timpurii al acelor locuri. Populația estimată de Census Bureau al SUA pentru 2005 a fost de 843.524, ocupând locul al 47-lea, față de ultimul recensământ, când fusese pe poziția anterioară, a 46-a.  Deși după numărul absolut al locuitorilor, statul ocupă un loc "codaș", dar raportarea populației la suprafața sa destul de mică, 6.452 km2, comparativă cu cea a județului Alba, face ca densitatea populației să fie cu mult mai ridicată decât cea a multor state ale Uniunii, plasând statul Delaware pe locul al 7-lea înaintea altor state populate, așa cum sunt Florida, California și Texas.

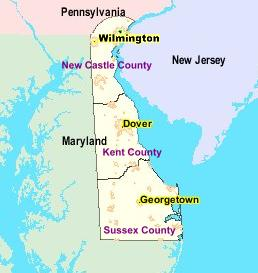
Statul Delaware

## Numele statului

### Nativi americani Delaware
Delaware este de asemenea numele unui grup de nativi americani, care se numesc în propria lor limbă Lenni Lenape, trib care a fost foarte influent în zile de început al Statelor Unite.  Un mic grup de nativi americani din tribul Nantikote este prezent în Comitatul Sussex. 

### Biblioteci donate de Andrew Carnegie
Delaware este unul din cele trei state ale Statelor Unite, celelalte două fiind Alaska și Rhode Island, care nu au o bibliotecă care a fost donată de Andrew Carnegie. 

### Denumiri după stat
- Mai multe vase ale Marinei Americane au fost numite USS Delaware de-a lungul timpului pentru onorarea acestui stat, vedeți Delaware (dezambiguizare).

- Mai multe state adiacente statului Delaware conțin locuri numite Delaware Township ori Comitatul Delaware.

## Demografie

### 2010

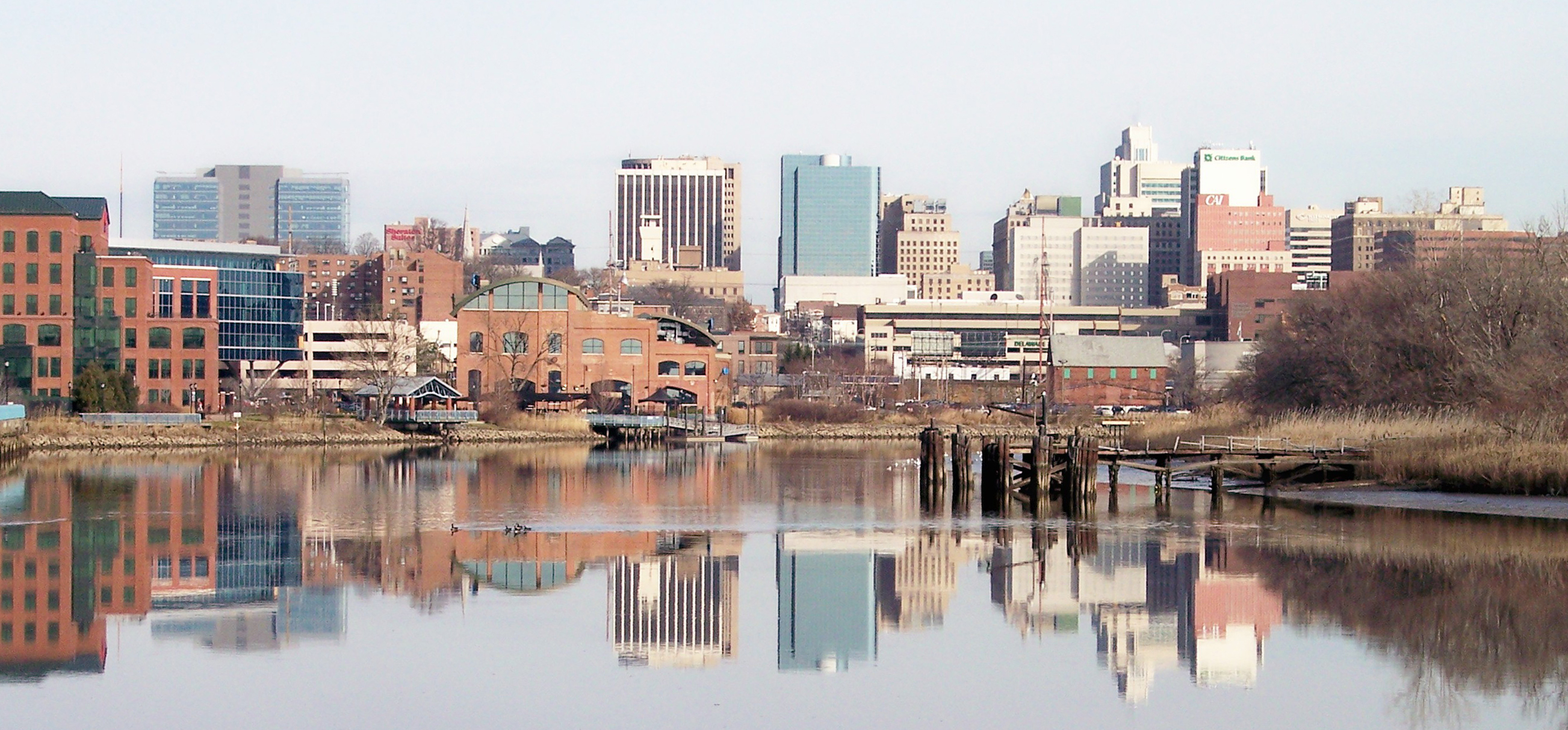
Wilmington cel mai mare oraș al statului

Populația totală a statului în 2010: 897,934
Structura rasială în conformitate cu recensământul din 2010:
- 68.9% Albi (618,617)
- 21.4% Negri (191,814)
- 0.5% Americani Nativi (4,181)
- 3.2% Asiatici (28,519)
- 0.0% Hawaieni Nativi sau locuitori ai Insulelor Pacificului (400)
- 2.7% Două sau mai multe rase (23,854)
- 3.3% Altă rasă (30,519)
- 8.2% Hispanici sau Latino (de orice rasă) (73,221)